# (100479) 1996 TT60
(100479) 1996 TT60 es un asteroide perteneciente al cinturón de asteroides, descubierto el 3 de octubre de 1996 por Eric Walter Elst desde el Observatorio de La Silla, Chile.

## Designación y nombre
Designado provisionalmente como 1996 TT60.

## Características orbitales
1996 TT60 está situado a una distancia media del Sol de 2,748 ua, pudiendo alejarse hasta 3,022 ua y acercarse hasta 2,474 ua. Su excentricidad es 0,099 y la inclinación orbital 6,358 grados. Emplea 1664 días en completar una órbita alrededor del Sol.

## Características físicas
La magnitud absoluta de 1996 TT60 es 14,7. Tiene 6,119 km de diámetro y su albedo se estima en 0,075.